# Kabinett Gerbrandy I

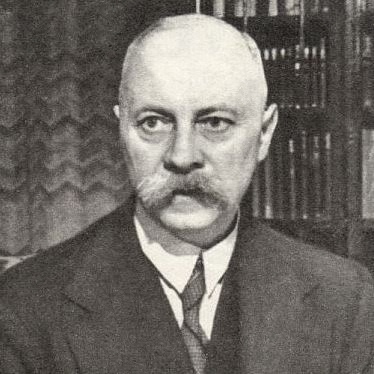
Ministerpräsident Pieter Sjoerds Gerbrandy.

Das Kabinett Gerbrandy I war die Regierung der Niederlande vom 3. September 1940 bis zum 27. Juli 1941 unter Ministerpräsident Pieter Sjoerds Gerbrandy. Das Kabinett war eines der sogenannten „Londoner Kabinette“, da dort während der deutschen Besetzung der Niederlande die Regierung residierte. Als Premierminister war Gerbrandy ein unermüdlicher Kämpfer für die niederländische Sache und inspirierte wie Königin Wilhelmina den niederländischen Widerstand durch Radioansprachen in Radio Oranje, „De stem van strijdend Nederland“ („Die Stimme der kämpfenden Niederlande“), ein ab dem 28. Juli 1940 über die BBC gesendetes Programm. Es kam zu verschiedenen Ministerwechseln, bei denen auch das Verhältnis der Minister zur Königin eine wichtige Rolle spielte. Das Kabinett setzte die Vorbereitungen für den Wiederaufbau der Niederlande nach dem Krieg fort. 

## Bildung des Kabinetts

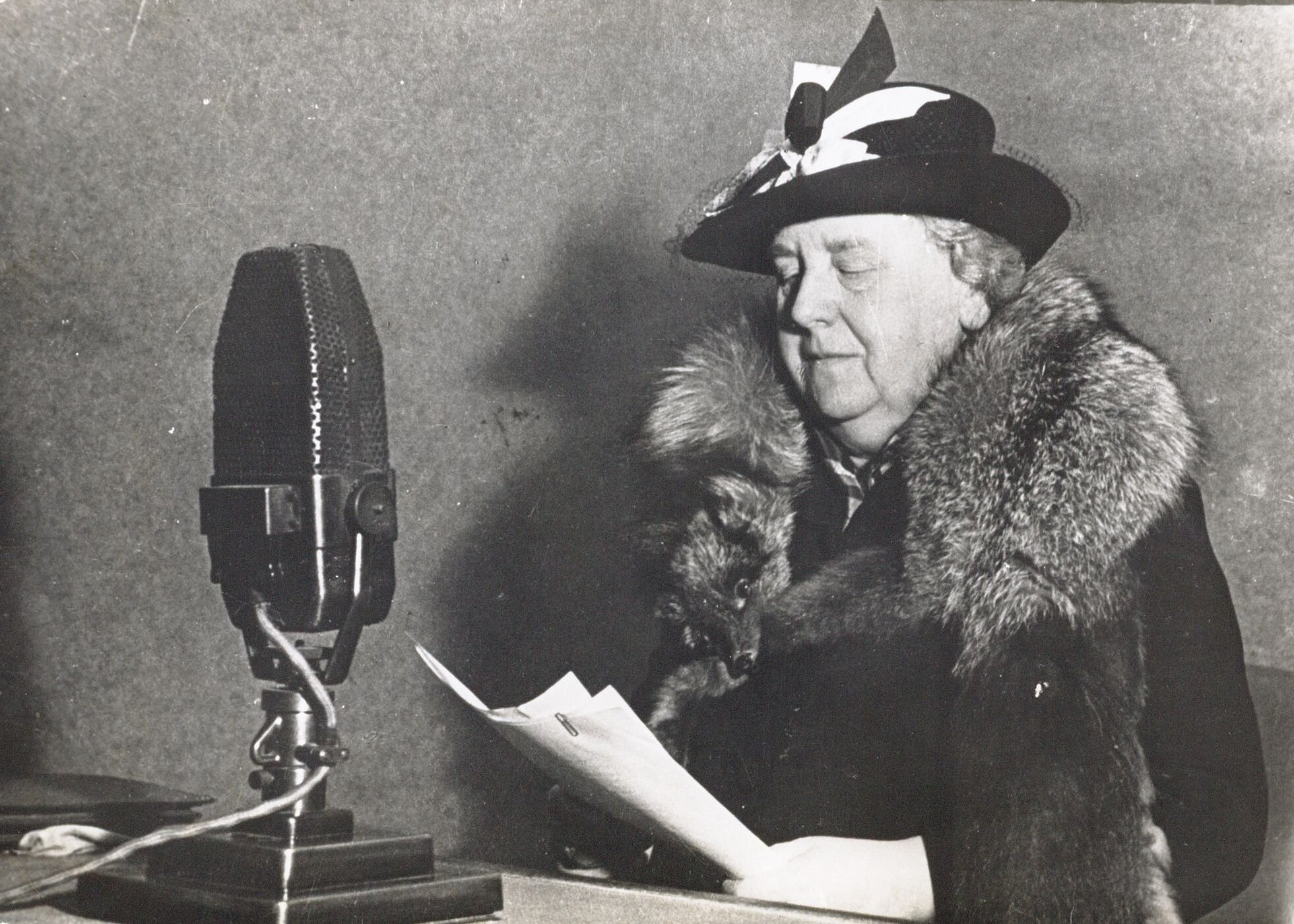
Königin Wilhelmina befand sich nach der deutschen Besetzung der Niederlande 1940 wie die Regierung der Niederlande im Exil in London.

Da sie das Gefühl hatte, dass der seit dem 10. August 1939 amtierende Ministerpräsident Dirk Jan de Geer das Kabinett nicht kämpferisch führte, entzog Königin Wilhelmina ihm ihr Vertrauen. Der unmittelbare Grund war De Geers Absicht, für ein paar Wochen in der Schweiz Urlaub zu machen. Mit Ausnahme von Gerbrandy drängten alle Minister die Königin, De Geer als Finanzminister zu behalten, was sie jedoch ablehnte. Justizminister Gerbrandy wurde daraufhin am 3. September 1940 rund ein Jahr nach Beginn des Zweiten Weltkrieges Vorsitzender eines neuen Kabinetts.
Ein Konflikt zwischen der Königin und Verteidigungsminister Adriaan Dijxhoorn über dessen Politik insbesondere im Hinblick auf das Büro für besondere Angelegenheiten (Bureau Bijzondere aangelegenheden) am 12. Juni 1941 führte zu dessen Entlassung. Anschließend stellten die anderen Minister ihre Ressorts zur Verfügung. Nach dem Rücktritt von Minister Dijxhoorn erfolgte ein Umbau des Kabinetts und damit die Bildung des zweiten Kabinetts Gerbrandy.

## Mitglieder des Kabinetts und Regierungsumbildungen

### Mitglieder des Kabinetts
Dem Kabinett gehörten folgende Personen an:
| Amt                                               | Amtsinhaber                           | Partei          | Beginn der Amtszeit             | Ende der Amtszeit           |
| ------------------------------------------------- | ------------------------------------- | --------------- | ------------------------------- | --------------------------- |
| Ministerpräsident                                 | Pieter Sjoerds Gerbrandy              | ARP             | 3. September 1940               | 27. Juli 1941               |
| Minister für Allgemeine Angelegenheiten           | Hendrik van Boeijen (kommissarisch)   | CHU             | 3. September 1940               | 27. Juli 1941               |
| Außenminister                                     | Eelco van Kleffens                    | Parteiloser     | 3. September 1940               | 27. Juli 1941               |
| Justizminister                                    | Pieter Sjoerds Gerbrandy              | ARP             | 3. September 1940               | 27. Juli 1941               |
| Innenminister                                     | Hendrik van Boeijen                   | CHU             | 3. September 1940               | 27. Juli 1941               |
| Minister für Unterricht, Kunst und Wissenschaften | Gerrit Bolkestein                     | VDB             | 3. September 1940               | 27. Juli 1941               |
| Finanzminister                                    | Charles Welter (kommissarisch)        | RKSP            | 3. September 1940               | 27. Juli 1941               |
| Verteidigungsminister                             | Adriaan Dijxhoorn Hendrik van Boeijen | Parteiloser CHU | 3. September 1940 12. Juni 1941 | 12. Juni 1941 27. Juli 1941 |
| Minister für Wasserwirtschaft                     | Willem Albarda                        | SDAP            | 3. September 1940               | 27. Juli 1941               |
| Minister für Handel, Industrie und Schifffahrt    | Max Steenberghe                       | RKSP            | 3. September 1940               | 27. Juli 1941               |
| Minister für Landwirtschaft und Fischerei         | Aat van Rhijn Max Steenberghe         | CHU RKSP        | 3. September 1940 1. Mai 1941   | 1. Mai 1941 27. Juli 1941   |
| Sozialminister                                    | Jan van den Tempel                    | SDAP            | 3. September 1940               | 27. Juli 1941               |
| Kolonialminister                                  | Charles Welter                        | RKSP            | 3. September 1940               | 27. Juli 1941               |

### Regierungsumbildungen
Im Mai 1941 wurde der Minister für Landwirtschaft und Fischerei Van Rhijn zum außerordentlichen Mitglied des Rechnungshofs (Algemene Rekenkamer) ernannt. Da im Bereich Landwirtschaft und Fischerei in der Londoner Exilregierung keine besonderen Schwerpunkte lagen, übernahm der Minister für Handel, Industrie und Schifffahrt Steenberghe kommissarisch das Ressort. Im Juli 1941 traten die katholischen Minister Welter und Steenberghe aus dem Kabinett zurück, nachdem Ministerpräsident Gerbrandy ohne Wissen seiner Kollegen die Einwohner Rotterdams in einer Radioansprache vor einer möglichen Bombardierung der Rotterdamer Häfen durch die Alliierten gewarnt hatte. Gerbrandy warf den katholischen Geistlichen eine defätistische Haltung vor, während Welter und Steenberghe meinten, der Ministerpräsident habe zu selbstherrlich gehandelt.